# Microsoft Systems Management Server
Microsoft Systems Management Server (SMS) è un software di amministrazione dei sistemi, prodotto da Microsoft per la gestione di grandi sistemi di computer basati su Windows. SMS fornisce controllo remoto, gestione delle patch, distribuzione del software, inventari hardware e software. Una funzione opzionale è quella del deployment di sistemi operativi che richiede l'installazione del SMS 2003 OS Deployment Feature Pack. L'ultima versione stand-alone è stata la 1511.
A partire dalla versione 1910 (ottobre 2019), Configuration Manager fa ora parte di Microsoft Endpoint Manager.

## Descrizione
Ci sono state tre principali iterazioni di SMS. Le versioni 1.x del prodotto definiscono l'ambito di gestione del server di controllo (il sito) nei termini in cui viene gestito il dominio NT. Dalle versioni 2.x, il paradigma del sito passa ai gruppi di sottoreti con cui vengono gestiti insieme. Con SMS 2003, il sito può essere definito come uno o più siti di Active Directory.
La maggiore differenza tra le versioni 2.x e SMS 2003 è l'introduzione di Advanced Client. Advanced Client comunica con una infrastruttura di gestione più scalabile, chiamata Management Point. Un Management Point (MP) può gestire fino a 25.000 Advanced Client.
L'Advanced Client viene introdotto per fornire una soluzione al problema di gestire i portatili che si connettono ad una rete aziendale da molteplici località e non dovrebbero sempre scaricarsi i dati sempre dalla stessa posizione (sebbene debbano sempre ricevere i criteri dal proprio sito). Quando un Advanced Client è in un'altra località (sito SMS), può utilizzare un punto di distribuzione locale (MP) per scaricare o eseguire un programma in modo da salvaguardare la banda di rete attraverso la WAN.

### Elenco delle versioni
- 1994 — Microsoft Systems Management Server 1.0
- 1995 — Microsoft Systems Management Server 1.1
- 1996 — Microsoft Systems Management Server 1.2
- 1999 — Microsoft Systems Management Server 2.0
- 2003 — Microsoft Systems Management Server 2003
- 2006 — Microsoft Systems Management Server 2003 R2
- 2007 — Microsoft System Center Configuration Manager 2007
- 2008 — Microsoft System Center Configuration Manager 2007 R2
- 2010 — Microsoft System Center Configuration Manager 2007 R3
- Aprile 2012 — Microsoft System Center Configuration Manager 2012
- Gennaio 2013 — Microsoft System Center Configuration Manager 2012 SP1
- Ottobre 2013 — Microsoft System Center Configuration Manager 2012 R2
- Maggio 2015 — Microsoft System Center Configuration Manager 2012 R2 SP1
- Novembre 2015 — Microsoft System Center Configuration Manager Current Branch 1511
- Ottobre 2019 — Microsoft System Center Configuration Manager 1910
- Marzo 2021 — Microsoft System Center Configuration Manager 2103